# الخلج
الخلج یکی از روستاهای استان آذربایجان شرقی است که در دهستان عباس غربی بخش تیکمه‌داش شهرستان بستان‌آباد واقع شده‌است.

## جمعیت
روستای الخلج حدود ۲۰۰۰ خانوار و تقریباً ۳۵۰۰ نفر جمعیت دارد که مهاجرت بیش از حد از این روستا باعث عدم ازدیاد جمعیت این روستا در بین سال‌های ۱۳۷۹ به‌بعد می‌باشد.شغل بیشتر مردم ساکن در روستا کشاورزی و دامپروری می باشد و در طی سالهای ۱۳۷۰الی۱۳۸۰که تقریبا مهاجرت در این روستا معکوس بود و براساس سرشماری سال ۱۳۷۵پر جمعیت ترین روستای بخش تیکمه داش شهرستان بستان آباد ،که از مرکز بخش یعنی شهر تیکمه داش هم جمعیتش بیشتر بود ،روستای الخلج بودو در این دهه بیشتر اهالی این روستا به شغل قالیبافی مشغول بودند.
ولی از سال۱۳۸۰به بعد کم کم مهاجرت از این روستای پرجمعیت نیز بدلیل رکود در بازار فرش و  نبود درآمد کافی شغل قالیبافی آغاز شده است و هم اکنون نیز ادامه دارد . و بیشتر مهاجرت کنندگان از این روستا در استان البرز و تهران و در شهرهای فردیس و اندیشه و ملارد ساکن هستند بطوریکه امروز جمعیت الخلجی های مقیم در این سه شهرستان از جمعیت ساکن در روستای الخلج به مراتب بیشتر می باشد . و شغل اکثر الخلجی های مقیم در تهران و البرز کانالسازی و رابیتس کاری ساختمان می باشد. 

بتازگی سد خاکی به همین نام (الخلج) درکنار این روستا آبگیری شده‌است.
کاروان سرای شاه عباس در این روستا و در کنار راه روستاهای ینگجه و نوساله قرار دارد. این روستا دارای آب و هوای کوهستانی می‌باشد.